# 高浜壮一郎
高浜 壮一郎（たかはま そういちろう、1949年〈昭和24年〉1月13日 - ）は、日本の地方公務員。愛媛県副知事、愛媛県信用保証協会会長、伊予銀行取締役を歴任。瑞宝中綬章受章。

## 人物・経歴
1974年4月 愛媛県庁入職、2002年4月 今治地方局長、2003年4月 経済労働部長、2006年4月 同職を上甲啓二と交代し喜安晃の後任として農林水産部長、2008年4月 吉野内直光の後任として愛媛県副知事就任。同年11月 愛媛県人のブラジル移住100周年と在伯県人会の創立55周年を記念する式典がサンパウロで開催され、慶祝訪問団長として出席。伊方原子力発電所環境安全管理委員会では会長を務めた。2012年3月 上甲を後任として副知事を任期満了退任。同年4月 愛媛県信用保証協会会長。2015年6月 伊予銀行取締役。

## 栄典
2019年4月 春の叙勲で地方自治功労により瑞宝中綬章を受章